# Dictydiaethalium
Dictydiaethalium ist eine Gattung von Schleimpilzen aus der Gruppe der Myxogastria. Sie ist weltweit verbreitet und umfasst zwei Arten.

## Merkmale
Die Fruchtkörper sind Pseudoaethalien aus zahlreichen, dicht aneinander gepresst stehenden Sporangien. Die eigentlich zylindrischen Sporangien sind durch den Druck seitlich winklig polygonal zusammengedrückt. Zur Reifezeit verschwinden die Seitenwände der Sporangien. Das häutige Peridium ist dann reduziert bis auf die oberen Enden, die eine mosaikartige Rinde bilden. An deren Eckpunkten stehen dauerhaft einzelne Fäden aus der Rinde, die ein Pseudocapillitium bilden. Der Hypothallus ist weder schwammartig noch massiv.
Die Sporenmasse ist hell, einzeln im Durchlicht farblos blass.

## Verbreitung
Die Gattung ist weltweit verbreitet. Dictydiaethalium plumbeum ist dabei weiter verbreitet und häufiger als Dictydiaethalium dictyosporum.

## Systematik und Forschungsgeschichte
Die Gattung wurde 1873 von Józef Thomasz Rostafińsky erstbeschrieben, Typusart ist Dictydiaethalium plumbeum. Die Gattung umfasst zwei Arten:
- Dictydiaethalium plumbeum
- Dictydiaethalium dictyosporum

## Nachweise
Fußnoten direkt hinter einer Aussage belegen die einzelne Aussage, Fußnoten direkt hinter einem Satzzeichen den gesamten vorangehenden Satz. Fußnoten hinter einer Leerstelle beziehen sich auf den kompletten vorangegangenen Absatz.
1. 1 2 3 4  Michael J. Dykstra, Harold W. Keller: Mycetozoa In: John J. Lee, G. F. Leedale, P. Bradbury (Hrsg.): An Illustrated Guide to the Protozoa. Band 2. Allen, Lawrence 2000, ISBN 1-891276-23-9, S. 977 (englisch).
2. 1 2 3  Marie L. Farr: Myxomycetes. In: Flora Neotropica. Band 16. The New York Botanical Garden, New York 1976, ISBN 0-89327-009-1, S. 101.
3. ↑  George Willard Martin: Fungi, Myxomycetes, Ceratiomyxales, Liceales, Trichiales, Stemonitales, Physarales In: North American Flora, Bd. 1, Teil 1, New York Botanical Garden, 1949, S. 20–21